# Lac de San Lorenzo
Le lac de San Lorenzo est un lac de barrage situé dans le département d'Antioquia, en Colombie.  

## Géographie
Le lac de San Lorenzo est situé sur le cours du río Nare, à 60 km à l'est de la ville de Medellín. Il est bordé par les municipalités d'Alejandría et San Roque. 
Il a un volume de 208 millions de m3, pour une superficie de 11 km2.